# Малаевцы
Малаевцы (укр. Малаївці) — село, относится к Подольскому району Одесской области Украины.
Население по переписи 2001 года составляло 851 человек. Почтовый индекс — 67932. Телефонный код — 4861. Занимает площадь 2,34 км².

## История
В 1945 г. Указом ПВС УССР село Малаешты переименовано в Малаевцы.

## Местный совет
67932, Одесская обл., Подольский р-н, с. Малаевцы